# Шур (Росія)
Шур (рос. Шур) — присілок в Балезінському районі Удмуртії, Росія.

## Населення
Населення — 52 особи (2010; 53 в 2002).
Національний склад станом на 2002 рік:
- удмурти — 66 %
- росіяни — 34 %